# Televisione
La televisione (parola completamente entrata in uso in Italia dopo la seconda guerra mondiale - mentre in precedenza era detta anche "radiovisione" - su modello dell'inglese television, dal prefisso greco tele, "a distanza", e dal latino video, "vedo"), abbreviata in TV, è un servizio di diffusione corrente di contenuti audio-video, tipicamente sotto forma di programmi televisivi diffusi da emittenti televisive, fruibili in diretta, in differita o con un breve ritardo, a utenti situati in aree geografiche servite da apposite reti di telecomunicazione (telediffusione) e dotati di specifici apparecchi elettronici detti televisori, o di altri impianti di telecomunicazioni per la ricezione del segnale.
Da un punto di vista sociologico, la televisione è uno tra i mezzi di comunicazione di massa più diffusi, utilizzati e apprezzati al mondo e naturalmente anche tra i più discussi. Dal punto di vista del pubblico, la semplicità d'uso e l'attuale basso costo l'hanno portata ad affiancare sempre più efficacemente la stampa e la radio come fonte di informazione, e anche di svago grazie agli innumerevoli spettacoli.

Il primo televisore italiano (da un numero de L'illustrazione italiana del 1936)

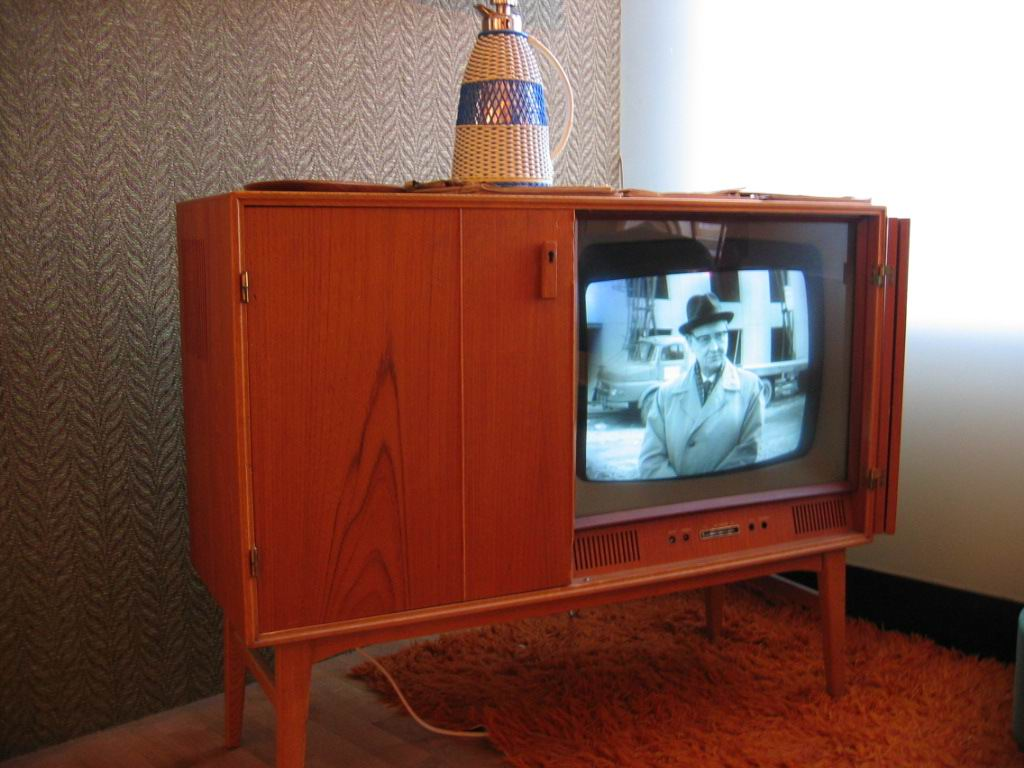
Televisore dei primi anni cinquanta

## Storia
La storia della televisione è lunga e complessa, coprendo decenni di evoluzioni tecnologiche, culturali e sociali. 

### Le origini: le basi scientifiche
La televisione si basa su una serie di scoperte e invenzioni che hanno avuto luogo tra la fine del XIX e l'inizio del XX secolo. Nel 1884 il tedesco Paul Nipkow inventò un dispositivo meccanico che scansionava le immagini suddividendole in linee, detto appunto disco di Nipkow, considerato uno dei primi concetti per la trasmissione visiva. Nel 1925 il britannico John Logie Baird riuscì a trasmettere immagini televisive in movimento usando un sistema elettromeccanico. Due anni più tardi lo statunitense Philo Farnsworth trasmise la prima immagine elettronica completa, basata su un tubo a raggi catodici.

### Gli anni '30: le prime trasmissioni
Negli anni '30, la televisione comincia a diventare una realtà concreta, anche se limitata in termini di diffusione e qualità: Nel 1936 la BBC inizia regolari trasmissioni televisive nel Regno Unito, uno dei primi servizi di televisione pubblica al mondo. Contemporaneamente negli Stati Uniti, reti come la NBC cominciarono a trasmettere sporadicamente.
In Italia, dopo un periodo di trasmissioni sperimentali, a partire dal 1939 si avranno le prime trasmissioni regolari giornaliere con un palinsesto, trasmesse in presa diretta dall'Eiar, dalle stazioni di Roma e Milano.

### Il dopoguerra e l'espansione degli anni '50
Il grande boom della televisione arriva dopo la Seconda guerra mondiale. I progressi tecnologici e la riduzione dei costi rendono la televisione accessibile a una popolazione più ampia. Negli anni Cinquanta la televisione diventa infatti un fenomeno di massa negli Stati Uniti e in Europa, con un numero crescente di famiglie che acquista un televisore.
In Italia la ripresa delle trasmissioni avviene, dopo l'interruzione dovuta alla seconda guerra mondiale, nel 1954 ad opera della "Rai" Radiotelevisione Italiana.
I grandi show televisivi, come sitcom e varietà, cominciano a dominare il palinsesto, con programmi come I Love Lucy negli Stati Uniti o "Lascia o raddoppia" e "Il musichiere" in Italia.
Si moltiplicano i telegiornali televisivi, che iniziano a competere con la radio come fonte principale di informazione.

### Gli anni '60: la televisione a colori
Negli anni Sessanta la tecnologia della televisione a colori si diffonde ampiamente, ma in Italia questo avverrà negli anni '70. 
Negli Stati Uniti, la CBS aveva trasmesso il primo programma a colori nel 1951, ma la diffusione su larga scala si realizza solo nel decennio successivo. Eventi storici come l'allunaggio nel 1969 durante la missione spaziale Apollo 11 vengono seguiti da milioni di persone in tutto il mondo.

### Gli anni '70 e '80: crescita delle reti e dei contenuti
Gli anni '70 e '80 vedono la rinuncia della Rai al monopolio e si assiste alla nascita di nuove reti televisive e all'espansione dei palinsesti, con canali specializzati e contenuti più diversificati. In Italia, il 1976 segna la liberalizzazione delle emittenti locali, che porta alla nascita di nuove reti private come Canale 5, Italia 1 e Rete 4, parte del gruppo Mediaset di Silvio Berlusconi.
Nel 1977, dopo anni di sperimentazioni, avviene ufficialmente il passaggio dalle trasmissioni in bianco e nero a quelle a colori.
Nel 1980 negli USA nasce CNN, il primo canale solo di notizie, in inglese all-news, che rivoluziona il modo di fare informazione con le sue coperture in tempo reale, come nel caso della Guerra del Golfo.

### Gli anni '90 e 2000: la televisione digitale
Negli anni '90 e nel decennio successivo, la tecnologia digitale inizia a prendere piede. Il passaggio dalla televisione analogica a quella digitale migliora la qualità del segnale e introduce nuovi servizi, come la TV satellitare e il pay-per-view. Nei primi anni '90 le emittenti "Tele+" e "Stream TV" seguite da "Sky Group", segnano un'evoluzione nei servizi a pagamento con una vasta offerta di canali tematici. Anche la TV via cavo si espande, soprattutto negli Stati Uniti, con una varietà sempre più ampia di canali e programmi.

### L’era contemporanea: lo streaming e la convergenza digitale
Negli ultimi decenni, l’avvento di internet ha radicalmente trasformato il panorama televisivo.
Nel 2007 nasce Netflix, inizialmente come servizio di noleggio DVD online, per poi diventare un gigante dello streaming globale. I servizi di streaming on-demand come Amazon Prime Video, Disney+, e HBO Max stanno sostituendo in parte le emittenti tradizionali, offrendo una modalità di visione non lineare, personalizzata e globale. La Smart TV e i dispositivi come Chromecast e Fire Stick permettono agli spettatori di accedere facilmente ai contenuti streaming direttamente sul proprio televisore.
La televisione continua a evolversi, con un futuro che vede l’integrazione tra trasmissioni tradizionali e digitali, l'intelligenza artificiale per suggerimenti di visione, e l'aumento dell'interattività con gli spettatori.

## Sviluppo e funzionamento
Considerata concettualmente un'evoluzione della radio, la quale è limitata alla sola diffusione di contenuti sonori, la televisione fu parallelamente sviluppata da diversi gruppi di lavoro in diversi paesi (è quindi arduo individuare una reale primogenitura), anche per finalità militari (come spesso accade per molte invenzioni) e fu resa disponibile al pubblico subito dopo la fine della seconda guerra mondiale.
Mentre per l'audio si poteva agevolmente usare la tecnologia della radio, per la ripresa, la trasmissione e la ricezione delle immagini dovevano studiarsi nuove forme tecniche da affiancare. Partendo dal concetto della persistenza delle immagini sulla retina umana, il cui principale utilizzo comunicativo era il cinema, allora con il marcato consolidamento, e con il calcolo delle proporzioni di definizione per le quali l'occhio umano non avrebbe potuto distinguere le differenze di dimensione infinitesima, si pensò di rendere su uno schermo idoneo (televisore) un'immagine elettronica scandita altrove da una telecamera e trasmessa via radio. 
La telecamera, ricalcata per le ottiche sulla cinepresa, analizzava elettronicamente brandelli infinitesimali dell'immagine inquadrata, usando un pennello elettronico di lettura che scandiva l'immagine per righe, da sinistra a destra, componeva un pacchetto di dati del tipo "luce/buio" (analogo all'acceso/spento e poi allo 0/1 del sistema binario) e lo trasmetteva ordinatamente via radio. 
Dall'altro lato, il ricevitore decodificava questi dati attraverso un altro pennello elettronico (di scrittura) che percorreva da dietro, sempre per righe alterne, lo schermo: questo fascio di elettroni accendeva dei fosfori che una volta "eccitati" emettevano luce, lasciando inerti quelli dove occorreva buio. Il fascio di elettroni veniva "guidato" da un campo elettromagnetico creato da bobine poste sul collo del tubo catodico. I tempi ridottissimi di scansione (25 fotogrammi al secondo) consentivano poi di rendere le immagini in sequenza a ritmi superiori a quelli del cinema, consentendo un'ottimale resa del movimento. 
Per la trasmissione furono scelte gamme di frequenza che consentissero un'ampia portata di dati: le migliori risultarono infine quelle delle VHF (Very High Frequencies, frequenze da 30 a 300 MHz) e UHF (Ultra High Frequencies, frequenze da 300 MHz a 3,0 GHz). Per la ricezione si rese necessario dotare gli apparati riceventi di antenne complesse, capaci di raccogliere con sufficiente amplificazione le vari componenti del segnale. La banda che ogni canale occupa è di 7 MHz per trasmissioni in VHF, 8 MHz per trasmissioni in UHF.

### Dotazioni per l'utente
Per ricevere la televisione è necessario un televisore, un apparecchio elettronico che visualizza i contenuti visivi, riproduce i contenuti sonori, ed eventualmente gestisce i servizi interattivi della televisione. Molto sommariamente è composto dalle seguenti parti: lo schermo (dispositivo di visualizzazione dei contenuti visivi), uno o più altoparlanti (dispositivi per la riproduzione dei contenuti sonori), l'elettronica per il funzionamento di questi due dispositivi, e il ricevitore. Il ricevitore è l'insieme dei circuiti elettronici per la compatibilità con gli standard televisivi.
In alternativa al televisore si può usare un monitor. Il monitor è l'apparecchio elettronico che riproduce contenuti visivi di tipo televisivo e/o di altro tipo, come ad esempio quelli di un computer, è necessario quindi che sia predisposto per visualizzare i contenuti visivi di tipo televisivo. Può non essere predisposto per la riproduzione di contenuti sonori, in questo caso è necessario provvedere con un impianto di riproduzione sonora esterno. Inoltre il monitor è sempre sprovvisto del ricevitore, sono però disponibili ricevitori esterni. 
Il ricevitore esterno per la televisione analogica è anche chiamato sintonizzatore o set-top box (set-top box è la denominazione per un generico apparecchio elettronico che aggiunge funzionalità televisive a un televisore, a un monitor, o a un videoproiettore), per la televisione digitale invece è anche chiamato decoder (decoder è una semplificazione di Integrated Receiver and Decoder, in sigla IRD, termine però che non si è mai diffuso nell'uso comune) o set-top box. In particolare se il decoder è per la televisione digitale terrestre è detto decoder terrestre, se è per la televisione digitale satellitare è detto decoder satellitare.
Tutti i moderni televisori sono dotati di connettori per collegare, al pari dei monitor e dei videoproiettori (fatta eccezione eventualmente per il sonoro), eventuali set-top box. Se il televisore non è compatibile con gli standard televisivi che si vuole ricevere, è quindi possibile dotarsi della compatibilità con tali standard attraverso l'appropriato set-top box usato ad esempio da Samsung, Philips, LG, ecc. Inoltre è anche possibile collegare al televisore altri tipi di apparecchi come videocamere, videoregistratori, lettori DVD, ecc. Una seconda alternativa al televisore è il videoproiettore. Il videoproiettore è un apparecchio elettronico che proietta contenuti visivi di tipo televisivo e/o di altro tipo su appositi teli. Per il videoproiettore vale tutto quanto già detto per il monitor.
Per la televisione terrestre e la televisione satellitare serve anche un'apposita antenna. Per la televisione terrestre può essere sufficiente anche un'antenna di dimensioni ridotte, può quindi essere anche integrata nel televisore. La televisione terrestre e la televisione satellitare sono ricevibili anche in movimento. Ma mentre per la televisione terrestre sono possibili televisori palmari (anche integrati con altri tipi di apparecchi palmari come ad esempio gli smartphone), la televisione satellitare è ricevibile in movimento solo su mezzi mobili in quanto è necessario un certo spazio per l'installazione dell'antenna. 
Un'antenna satellitare per mezzi mobili è anche notevolmente più costosa di quelle per postazione fissa in quanto dovendo mantenere il puntamento sul satellite geostazionario è dotata di meccanismi automatici di puntamento. Un altro svantaggio della televisione satellitare è che tra l'antenna e il satellite non ci può essere nessun tipo di ostacolo. Non è quindi possibile ad esempio installare l'antenna satellitare all'interno di edifici. La televisione via cavo serve solo punti fissi, tipicamente luoghi abitativi. Per predisporre all'interno di abitazioni più punti di accesso alla stessa antenna, o allo stesso cavo in caso di televisione via cavo, è necessario anche un apposito impianto di telecomunicazioni.

### TV a colori
Col tempo, e col progresso delle tecnologie elettroniche (ma anche con la progressiva riduzione delle dimensioni dei componenti, grazie ai transistor), fu possibile ipotizzare e realizzare una trasmissione di immagini a colori, effettuando analisi e suddivisioni dell'immagine scandita secondo le componenti dei colori fondamentali (rosso, blu e verde), da riprodurre in tutta analogia su schermi in cui al posto di uno strato uniforme di fosfori di un solo colore (tipicamente bianco), era presente una matrice composta da terne (disposte a "delta" nei primi tipi poi "in line") di fosfori di colori diversi: rosso, blu, verde (RGB).

## Categorizzazione

### TV terrestre, via cavo e via satellitare
La televisione viene diffusa agli utenti attraverso reti per telecomunicazioni che possono usare metodi di trasmissione diversi in diversi tratti della rete. In base al metodo di trasmissione o mezzo trasmissivo usato nel tratto di rete che giunge all'utente la televisione si distingue in televisione terrestre se il metodo di trasmissione usa onde radio emesse da trasmettitori posti sulla superficie terrestre, in televisione satellitare se il metodo di trasmissione usa onde radio emesse da trasmettitori posti su satelliti per telecomunicazioni, in televisione via cavo se il metodo di trasmissione usa un cavo per telecomunicazioni come mezzo trasmissivo.

### TV analogica e digitale
Da un punto di vista tecnico la televisione è un'informazione elettronica e l'informazione elettronica può essere rappresentata in due forme diverse: analogica o digitale. In base al tipo di rappresentazione usata per l'informazione elettronica la televisione si distingue in televisione analogica se la rappresentazione è analogica e in televisione digitale se la rappresentazione è digitale. In realtà nella televisione analogica solo la componente visiva, le immagini in movimento, è sempre rappresentata in forma analogica, le altre componenti, come ad esempio il suono, possono anche essere rappresentate in forma digitale. Nella televisione digitale invece ogni componente informativa (immagini, suono, servizi interattivi) è sempre in forma digitale. In Italia l'unica componente informativa della televisione analogica attualmente rappresentata in forma digitale è il teletext.
Sia la rappresentazione analogica dell'informazione elettronica televisiva sia quella digitale sono usate per la televisione terrestre, per la televisione via cavo e per la televisione satellitare. In modo ancora più particolareggiato la televisione viene quindi distinta in:
- Televisione analogica
  - televisione analogica terrestre
  - televisione analogica via cavo
  - televisione analogica satellitare
- Televisione digitale
  - televisione digitale terrestre
  - televisione digitale via cavo
  - televisione digitale satellitare

Da un punto di vista tecnico televisione analogica e televisione digitale significa standard televisivi diversi. Lo standard televisivo è necessario affinché il provider televisivo e l'utente televisivo possano comunicare attraverso apparecchiature televisive interoperanti. Lo standard televisivo non è altro infatti che un "linguaggio" basato su rigorose regole, le specifiche tecniche, che le apparecchiature televisive devono seguire per risultare interoperanti. Standard televisivi diversi da un punto di vista pratico per l'utente significa doversi dotare di apparecchi televisivi compatibili, per questo è buona norma limitare il più possibile la proliferazione di standard televisivi. Spesso però interessi di tipo commerciale o anche politico vanno contro tale principio.
Dal punto di vista prestazionale televisione digitale significa la funzionalità dei servizi limitati di implementazione permessa dalla tecnologia digitale. La televisione infatti è nata come analogica ma il futuro è certamente nella tecnologia digitale per gli indubbi vantaggi e anche degli svantaggi che offre questa tecnologia rispetto alla tecnologia TV analogica però con livello di visione dei canali televisivi maggiori rispetto alla televisione digitale terrestre. Per questo è in atto un progressivo passaggio dalla televisione analogica alla televisione digitale. Quando il passaggio sarà completato non si parlerà più di televisione analogica terrestre e televisione digitale terrestre, o di televisione analogica satellitare e televisione digitale satellitare e usato anche dalle abitazioni più povere del mondo perché le antenne normali terrestri non sono in grado di trasmettere canali televisivi con ricezione adeguata del segnale televisivo.

### TV lineare
Si tratta del servizio televisivo tradizionale, che segue un modello nel quale un'emittente centralizzata diffonde il segnale linearmente da uno a molti, senza possibilità di intervento da parte dello spettatore. Nella televisione tradizionale o lineare è l'editore dell'emittente televisiva che sceglie quali programmi televisivi fornire agli utenti e a quale ora. Una volta effettuata tale scelta, stabilito cioè il palinsesto, tutti gli utenti fruiscono dei medesimi programmi televisivi nel medesimo istante. L'utente quindi non ha la possibilità di interagire con la televisione, l'unica sua forma di interazione è la possibilità di scegliere l'emittente televisiva tra quelle disponibili. Il termine televisione lineare si è diffuso dopo la nascita della televisione on demand e di tutti gli altri servizi interattivi, in modo da poter distinguere il modello televisivo tradizionale da quello bidirezionale interattivo.

### TV interattiva
Con il passare degli anni e il progredire della tecnologia, in particolare di quella digitale, iniziano a essere disponibili i primi servizi televisivi attraverso cui l'utente interagisce con la televisione, tali servizi sono chiamati servizi interattivi. Nasce così la televisione interattiva, la televisione in cui sono disponibili i servizi interattivi.
Oggi i moderni standard televisivi per la televisione digitale, in modo particolare l'IPTV, non pongono limiti alle possibilità di interazione dell'utente con la televisione, gli unici limiti sono dati dalle capacità e dalla creatività degli sviluppatori dei servizi interattivi. In particolare si sta sviluppando molto l'interattività legata all'interazione sociale, la cosiddetta Social TV.
I servizi interattivi tipicamente offerti sono:
- teletext: permette di fruire di contenuti testuali/semigrafici. I contenuti offerti sono i più vari: dalle notizie alla guida ai programmi televisivi, dalle informazioni di utilità sociale agli annunci economici, dall'orario dei treni alla pubblicità. Il teletext è stato (ed è) il primo servizio interattivo sviluppato per la televisione.
- pay per view: permette di fruire a pagamento di un programma televisivo, o di un gruppo di programmi televisivi, da un archivio messo a disposizione dal provider televisivo.
- video on demand: permette di fruire di un programma televisivo, da un archivio messo a disposizione dal provider televisivo, in qualsiasi momento non appena lo si richiede. Può essere abbinato alla pay per view.
- videogioco.

Esistono poi molti altri servizi interattivi non identificati da una denominazione generica ma da un nome proprio attribuito dall'editore.

### TV on demand
La televisione on demand è la televisione in cui è disponibile il video a richiesta, è quindi un tipo di televisione interattiva. Nella TV on demand è l'utente che sceglie il programma televisivo da un archivio più o meno vasto messo a disposizione dell'editore, e l'orario di visione.
La TV on demand supera quindi due dei principali limiti della televisione tradizionale: la diffusione contemporanea a tutti gli utenti dei medesimi programmi televisivi e l'impossibilità da parte dell'utente di scegliere quale programma televisivo fruire (eccezione fatta per la possibilità di scegliere il programma televisivo di un'altra emittente televisiva). Per questo la TV on demand è da ritenersi un nuovo concetto di televisione, e più che una tipo di televisione interattiva deve essere contrapposta alla televisione tradizionale o lineare.
La TV on demand è una novità degli ultimi anni resa possibile dagli ingenti sviluppi avvenuti in campo tecnologico nei settori dell'elettronica e dell'informatica.

### IPTV
Con il termine IPTV si intende il servizio televisivo fruito tramite la rete Internet (protocollo IP), ad esempio tramite un personal computer o apparecchiature simili a decoder, tipicamente fruendo contenuti in streaming video dai vari canali con lieve differita oppure vero e proprio video on demand in abbonamento.

## Contenuti
I contenuti diffusi agli utenti possono essere una ripresa della realtà, una creazione artificiale (cartoni animati o immagini digitali), o anche una combinazione delle due. Possono essere riprodotti oppure, in caso di ripresa della realtà, ripresi e contemporaneamente trasmessi agli utenti. In quest'ultimo caso si parla di "diretta" o, usando un termine inglese, di "live". La singola produzione visiva e sonora diffusa agli utenti è chiamata programma televisivo. L'insieme dei programmi televisivi di un'emittente televisiva è chiamato palinsesto. Un programma televisivo può essere prodotto dall'editore dell'emittente televisiva oppure da altre aziende. Se è prodotto da altre aziende l'editore può comprarne la proprietà oppure limitarsi all'acquisto dei diritti di diffusione.

### Caratteristiche tecniche principali
Le caratteristiche tecniche dei contenuti visivi e sonori diffusi agli utenti variano a seconda dello standard televisivo impiegato. Sono comunque individuabili alcune caratteristiche principali comuni a tutti gli standard televisivi. I contenuti visivi sono immagini in movimento bidimensionali di forma rettangolare. Nei primi anni sono stati usati vari rapporti d'aspetto, oggi sono usati i rapporti d'aspetto 4:3, 16:9 e 21:9. All'inizio i contenuti visivi erano in bianco e nero, poi gradualmente, a partire dal 1954 negli Stati Uniti, sono diventati a colori.
Le immagini in movimento sono ottenute visualizzando in rapida sequenza delle immagini fisse chiamate frame, termine di lingua inglese, o quadri, termine italiano, in modo analogo a quanto avviene nel cinema con la pellicola cinematografica. Per il fenomeno della persistenza della visione, se le immagini fisse sono visualizzate a una velocità sufficientemente alta, sono percepite come immagini in movimento e non come sequenza di immagini fisse. La frequenza delle immagini è misurata in frame per secondo ed è quasi sempre 25 o 30.
I contenuti sonori possono essere mono, stereo o multicanale. Può anche essere disponibile più di un sonoro contemporaneamente, uno solo dei quali ascoltabile, a scelta dell'utente. Tale funzionalità permette, ad esempio con un film, di poter selezionare la lingua originale o quella doppiata in altre lingue.

### Formati televisivi
I contenuti visivi e sonori diffusi agli utenti sono i più vari, ma essenzialmente finalizzati a informare o intrattenere. Non sempre è possibile farli rientrare in un genere specifico, a volte invece rientrano in più di uno. Sono comunque riconosciuti i seguenti formati televisivi, alcuni non propri della televisione.
Generi propri della televisione:
- Non fiction:
  - telegiornale
  - talk show
  - reality show
  - talent show
  - telequiz, game show
  - varietà (spettacolo)
  - divulgazione culturale (documentario, divulgazione scientifica, storica, ecc.)
  - pubblicità televisiva, televendita
- Fiction televisiva:
  - teleteatro
  - sceneggiato televisivo
  - film per la televisione
  - miniserie televisiva
  - serial televisivo (soap opera e telenovela)
  - serie televisiva (serie animata, anime, sitcom)

Generi non propri della televisione:
- documentario (viene prodotto anche per il cinema)
- situation comedy (viene prodotta anche per la radio)
- soap opera (viene prodotta anche per la radio)

### Aspetti sociali ed effetti sui bambini
La televisione ha contribuito alle interazioni sociali dalla seconda parte del XX secolo. Diversi studi di psicologia hanno dimostrato che l'atteggiamento dello spettatore di cinema o televisivo rispetto al documento che sta guardando è di maggiore "passività" rispetto al lettore di un libro, in quanto nota di meno le contraddizioni all'interno del documento stesso.
I bambini imitano quello che fanno i genitori, se i genitori guardano molta televisione lo fanno anche i figli; inoltre in presenza di un livello di istruzione o di una condizione economica svantaggiata, aumenta il consumo di televisione. Se negli anni settanta l'età media in cui un bambino iniziava un consumo regolare di televisione era di quattro anni, nel 2011 è scesa a quattro mesi. Studi scientifici hanno evidenziato come la televisione, anche solo in forma passiva, influisca negativamente sullo sviluppo cognitivo dei bebè da 0 a 3 anni.
L'Associazione dei pediatri americani sconsiglia l'uso della televisione in qualsiasi sua forma ai bambini sotto i due anni.
Emblematico il caso del DVD Baby Einstein commercializzato dalla Disney come altamente educativo per i bebè, in seguito smentito da studi scientifici tanto che la Disney ha cominciato nel 2009 a rimborsare le famiglie in possesso del video.
Il meccanismo della pubblicità televisiva produce una dipendenza da un determinato tipo di alimentazione: il cibo spazzatura, ricco di grassi e carboidrati e povero di vitamine, tanto che in Svezia, in Gran Bretagna e in Corea del Sud è vietato trasmettere pubblicità di cibi dannosi per la salute dei bambini. 

#### Esposizione alla violenza
Secondo la teoria dell'apprendimento sociale elaborata da Albert Bandura, la visione di programmi a contenuto violento aumenta la probabilità di innescare comportamenti aggressivi.